# Connarus detersus
Connarus detersus é uma espécie de planta com flor pertencente à família Connaraceae.
A espécie foi descrita por Jules Émile Planchon, tendo sido publicada em Linneae 23: 435. 1850.

## Brasil
Esta espécie  é nativa e endémica do Brasil, podendo ser encontrada nas Regiões Nordeste e Sudeste. Em termos fitogeográficos pode ser encontrada no domínio da Mata Atlântica.